# North American XB-21
El North American XB-21 fue un prototipo de bombardero evaluado por el Cuerpo Aéreo del Ejército de los Estados Unidos en 1937, pero nunca producido en serie. A veces es referido con el sobrenombre Dragon.

## Diseño y desarrollo
De aspecto similar al Douglas B-18 Bolo, pero concebido para desarrollar unas prestaciones significativamente mejores, el bombardero XB-21 fue desarrollado en la factoría en Inglewood (California), entre 1935 y 1937, y designado internamente NA-21; el prototipo fue completado en marzo de 1937. Propulsado por dos motores Pratt & Whitney R-2180-A Twin Hornet de 1200 hp, con sobrecompresores F-10, el modelo llevaba seis tripulantes y un armamento de una ametralladora de 7,62 mm en torretas delantera y dorsal, más un arma similar en posición ventral y en los dos laterales. Su carga de bombas en corto alcance era de 4540 kg, que se reducían a 1000 kg en distancias de 3000 km. Inicialmente se realizó un pedido de cinco XB-21, que fueron cancelados cuando se constató que el B-18 Bolo costaba alrededor de la mitad del precio (US$ 63 977 frente a US$ 122 600).

### Pruebas y evaluación
Realizando su primer vuelo el 22 de diciembre de 1936 en Mines Field, los vuelos de pruebas de la compañía indicaron una serie de problemas menores. Las modificaciones para resolverlos resultaron en que el avión fuese redesignado NA-39 y aceptado por el Cuerpo Aéreo del Ejército estadounidense como XB-21. El avión, al que se la había asignado la matrícula 38-485, fue evaluado a principios del año siguiente en competición contra un diseño similar de Douglas Aircraft, una versión mejorada del exitoso B-18 Bolo de la compañía.
En el transcurso de la eliminatoria, las torretas se probaron problemáticas, estando infrapotenciados sus motores de accionamiento, y también se encontraron problemas con las ráfagas de aire que se colaban por los huecos de las armas. Como resultado de estos problemas, la torreta del morro del XB-21 fue carenada, mientras que la torreta dorsal fue desmontada.
El XB-21 demostró tener mejores prestaciones que su competidor, pero el precio se convirtió en el principal factor distinguible entre el Bolo y el XB-21. Así las cosas, el modificado B-18 fue declarado vencedor de la competición, y se emitió una orden por 177 unidades del avión de Douglas, que fueron designadas B-18A.
A pesar de esto, el Cuerpo Aéreo del Ejército encontró que las prestaciones del XB-21 eran lo suficientemente favorables como para ordenar cinco aviones de preproducción, a designar YB-21. Sin embargo, poco después de que se concediera este contrato, fue cancelado, y ningún YB-21 fue construido, dejando al XB-21 como el único ejemplar fabricado del modelo. Operado por North American Aviation, el XB-21 sirvió como avión de investigación hasta su retirada.
Aunque el XB-21 fracasó en conseguir un contrato de producción, fue el primero de una larga línea de aviones bombarderos medios de North American Aviation, y proporcionó experiencia y conocimiento que ayudó en el desarrollo del North American NA-40, que, desarrollado en el B-25 Mitchell, se convertiría en uno de los bombarderos medios estándar del Ejército en la Segunda Guerra Mundial.

## Variantes
NA-21
Designación interna del prototipo, uno construido.
NA-39
Redesignación del NA-21, tras ser modificado.
XB-21
Designación dada por el USAAC al NA-39.

## Operadores
Estados Unidos
- Cuerpo Aéreo del Ejército de los Estados Unidos

## Especificaciones
Referencia datos: National Museum of the US Air Force

### Características generales
- Tripulación: 6-8
- Longitud: 18,8 m (61,7 ft)
- Envergadura: 29 m (95,1 ft)
- Altura: 4,5 m (14,8 ft)
- Superficie alar: 104 m² (1119,5 ft²)
- Peso vacío: 8674 kg (19 117,5 lb)
- Peso cargado: 12 388 kg (27 303,2 lb)
- Peso máximo al despegue: 18 150 kg (40 002,6 lb)
- Planta motriz: 2× motor radial de 14 cilindros en dos filas refrigerado por aire Pratt & Whitney R-2180-A Twin Hornet.
  - Potencia: 890 kW (1227 HP; 1210 CV) cada uno.
- Hélices: Tripala

### Rendimiento
- Velocidad máxima operativa (Vno): 355 km/h (221 MPH; 192 kt) a 3000 m
- Velocidad crucero (Vc): 310 km/h (193 MPH; 167 kt)
- Alcance: 3140 km con 1000 kg de bombas
- Radio de acción: 5000 km
- Alcance en combate: 966 km con 4500 kg
- Techo de vuelo: 7600 m (24 934 ft)
- Régimen de ascenso: 5 m/s (984 ft/min)
- Carga alar: 119 kg/m² (24,4 lb/ft²)

### Armamento
- Ametralladoras: 

  - 5x Browning M1919 de 7,62 mm
- Bombas: 4500 kg en bodega interna

## Aeronaves relacionadas

### Aeronaves similares
- Douglas B-18 Bolo
- Douglas XB-22
- Douglas B-23 Dragon
- Martin 146
- Breguet 693
- PZL.37 Łoś
- Bristol Blenheim

### Secuencias de designación
- Secuencia NA-_ (interna de North American): ← NA-18 - NA-19 - NA-20 - NA-21 - NA-22 - NA-23 - NA-24 -- NA-36 - NA-37 - NA-38 - NA-39 - NA-40 - NA-41 - NA-42 →
- Secuencia B-_ (Bombarderos del USAAC/USAAF/USAF, 1926-1962): ← B-18 - B-19 - B-20 - B-21 - B-22 - B-23 - B-24 →